# 718 هـ
718 هـ هي سنة في التقويم الهجري امتدت مقابلةً في التقويم الميلادي بين سنتي 1318 و1319.

## مواليد
- أبو الحجاج يوسف الأول

## وفيات
- أبو حمو موسى الأول
- جمال الدين الوطواط